# Desindustrialització

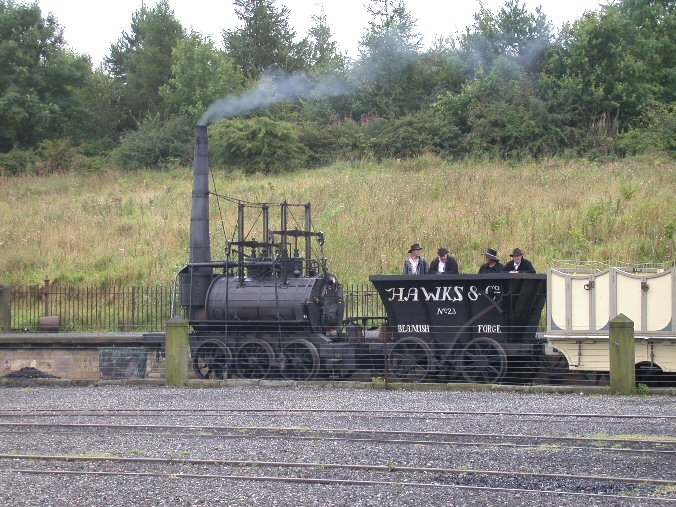
Icona de la industrialització clàssica.

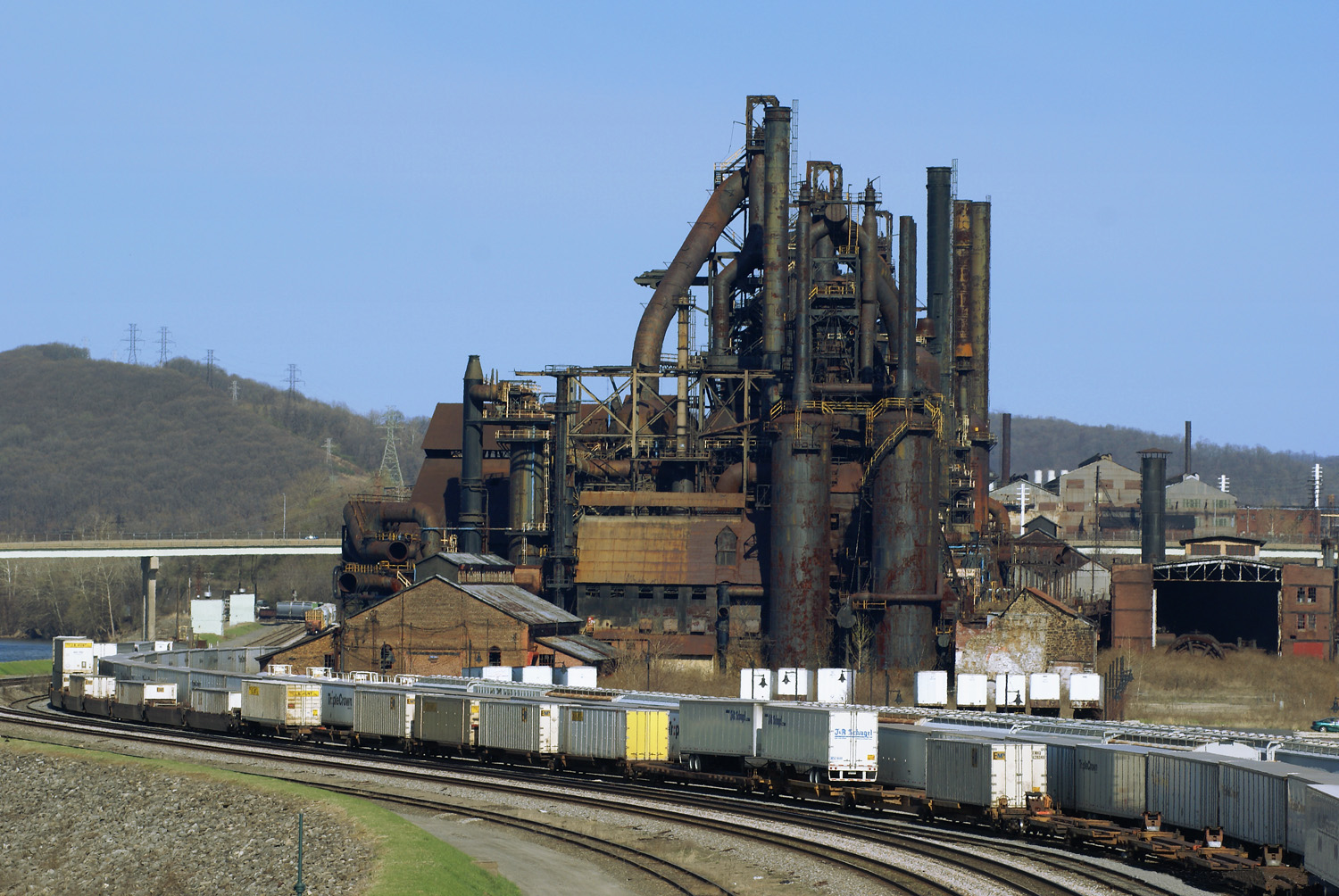
La planta Bethlehem Steel als Estats Units va fer fallida financerament en 2001, i va ser convertida en un casino.

La desindustrialització és un procés de canvi social i econòmic causat per la desaparició o reducció de capacitat o activitat industrial en un país o una regió, especialment d'indústria pesant o manufacturera, que té com a punt de partida una profunda transformació econòmica.
Existeixen quatre referències bàsiques per a poder parlar de desindustrialització:
- Caiguda relativa de l'ocupació industrial i rígida, i augment (relatiu segons la regió econòmica) de la flexibilitat laboral.
- Augment del sector terciari de l'economia (serveis), així com de l'economia de la informació i la post-industrial, i així com hi ha progrés de la desinstal·lació o reubicació (amb disseminació) dels grans complexos fabrils.
- Augment progressiu de l'ingrés i de la qualitat de vida, en la mesura que progressa el nivell d'integració o no tant el procés de globalització.

- És identificada amb una disminució sostinguda (relativa) tant de la producció com de l'ocupació manufacturera.[2]

En definitiva, la desindustrialització és el procés pel qual hi ha un canvi econòmic i social, causat per l'eliminació o reducció de capacitat industrial en un territori determinat, especialment en el que concerneix indústria pesant i indústria transformadora. És, per això, el procés exactament oposat al de la industrialització.

## Explicacions
Existeixen diverses teories sobre el desenvolupament que prediuen o expliquen el procés de desindustrialització, tenen un relativament llarg recorregut.
Robert Rowthorn teoritza que la teoria marxista de reducció del lucre industrial pot ser considerada com una de les primeres explicacions. Aquesta teoria planteja que la innovació tecnològica permet més eficiència en la producció d'aquella indústria, resultant llavors un augment de la productivitat física, és a dir, una major producció de valor d'ús per unitat de capital invertit. Paral·lelament, les innovacions tecnològiques substitueixen els treballadors per màquines, i la composició orgànica del capital social disminueix per eixe mateix motiu. S'assumeix aleshores que el treball només pot produir un valor addicional nou, aquesta major producció física incorpora un menor valor en treball. La taxa mitjana de lucre industrial, per tant, disminueix a llarg termini.
Per a Mario Henrique Simonsen, doctor en econometria de la Universitat de Brasília, la millor resolució de problemes, amb millor distribució i/o redistribució i/o reconversió del treball, i els beneficis que d'aquí redunden, s'identifiquen amb el rol del Capital.
Rowthorn i Wells (1987) assenyalen en les seves explicacions, que la desindustrialització és un procés positiu, essent un senyal de maduresa de l'economia, amb seqüeles de processos negatius, a causa de la desocupació i a mals acompliments econòmics. I suggereixen llavors que la desindustrialització pot ser tant un efecte com una causa de l'acompliment econòmic.
George Reisman (2002) va identificar a la inflació com un contribuent de la desindustrialització. En la seva anàlisi, afirma que el procés d'inflació de la moneda fiduciària distorsiona els càlculs econòmics necessaris per al correcte acompliment de les empreses amb capital intensiu de producció, la qual cosa fa no lucratives a les inversions necessàries per a sustentar les operacions d'aquestes empreses.

## Conseqüència
La desindustrialització està associada amb una disminució del producte, ingrés estancat, elevada desocupació (i ocupació informal), restricció externa al creixement.